# 비단벌레
비단벌레(緋緞--)는 비단벌레과의 곤충이다. 몸 길이는 3~4cm로 한국에서 두번째로 큰 비단벌레이다. 몸에서는 녹색과 푸른색, 붉은색 광택이 나며, 매우 아름답다. 팽나무 숲에서 살며, 원래는 임업 해충에 속하지만, 현재 그 수가 많이 줄어들어 천연기념물 496호로 지정되어 있다. 옥충(玉蟲)이라고도 불리며 아름다운 빛깔로 인하여 장식으로 사용되었다. 신라 금관총에서 비단벌레로 장식을 한 마구가 발견이 되었으며, 남북국 시대에는 비단벌레를 치마에 붙여 장식하였다. 1989년 특정야생동·식물로 지정되어 보호받아 왔으며, 관련 법의 개정에 따라 2017년 멸종위기 야생생물 Ⅰ급으로 지정되어 보호되고 있다.

## 신종 발표
2012년 2월, 농촌진흥청이 국립생물자원관, 서대문자연사박물관의 도움을 얻어 한국, 일본, 중국, 동남아 일대의 비단벌레를 모두 수집하여 DNA 조사와 형질분석을 한 결과 한국 서식 비단벌레가 다른 나라의 비단벌레와 완전히 다른 종류로 밝혀졌다. 형태적인 특징에서 생식기뿐만 아니라 몸의 기본형태와 점각이 한국의 비단벌레와 다른 나라 비단벌레와는 작지만 분명한 차이를 보였다. 농촌진흥청은 이에 따라 국내 비단벌레의 학명을 일본종(Chrysochroa fulgidissima)과는 다른 새로운 종인 Chrysochroa coreana로 명명하고, 연구결과를 세계적 학술지인 《린네학회동물학잡지》(Zoological Journal of Linnean Society) 1월호에 게재했다.